# ジョー・ジョーンズ
ジョー・ジョーンズ（Jo Jones、1911年10月7日 - 1985年9月3日）は、アメリカ合衆国シカゴ出身のジャズ・ドラマー。

## 略歴
カウント・ベイシー楽団初期のリズムセクション「オール・アメリカン・リズム・セクション」の一員であり、非常にシンプルかつ正確なプレイは、その笑顔をいつも絶やさないキャラクターと相まって、ベイシー楽団の顔の一つだった。スウィング時代の他の有名なドラマーと比べると、確かに派手さは無いものの、最も正確で、最もシンプルで、最も表情豊かなプレイだったといえる。そのプレイは時代を先取りし、無数の録音に参加していることからもうかがい知れる。ブラッシュ (brush) 奏法に秀で、シンプルなドラムセットで、多彩なサウンドを作る名手。ライド・リズムの創始者とも言われる。

## ディスコグラフィ

### リーダー・アルバム
- 『ザ・ジョー・ジョーンズ・スペシャル』 - The Jo Jones Special (1955年、Vanguard)
- 『コールマン・ホーキンス&オール・スターズ・アット・ニューポート'57』 - The Coleman Hawkins, Roy Eldridge, Pete Brown, Jo Jones All Stars at Newport (1958年、Verve) ※with コールマン・ホーキンス、ロイ・エルドリッジ、ピート・ブラウン
- 『ジョー・ジョーンズ・トリオ』 - Jo Jones Trio (1958年、Everest)
- 『ジョー・ジョーンズ・プラス・ツー』 - Jo Jones Plus Two (1959年、Vanguard)
- Vamp 'til Ready (1960年、Everest)
- Percussion and Bass (1960年、Everest) ※with ミルト・ヒントン
- 『ザ・ドラムス』 - The Drums (1976年、Jazz Odyssey)
- 『メイン・マン』 - The Main Man (1977年、Pablo)
- 『パパ・ジョー・アンド・ヒズ・フレンズ』 - Papa Jo and His Friends (1978年、Denon)
- 『アワー・マン・パパ・ジョー』 - Our Man, Papa Jo! (1978年、Denon)
- Smiles (2004年、Black & Blue) ※1969年-1975年録音
- 『キャラヴァン』 - Caravan (2019年、Black And Blue) ※1974年録音